# Ludwig Borchardt

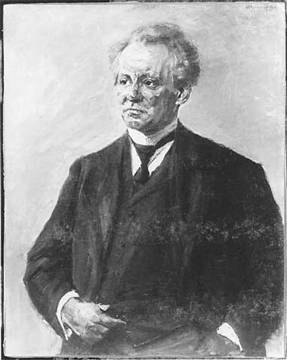
Ludwig Borchardt

Ludwig Borchardt (* 5. Oktober 1863 in Berlin; † 12. August 1938 in Paris) war ein deutscher Ägyptologe und Architekt.

## Leben
Ludwig Borchardt wurde 1863 als zweitältestes von sechs Kindern der jüdisch-berlinischen Familie des Kaufmanns Hermann Borchardt (1830–1890) und dessen Ehefrau Bertha, geb. Levin (1835–1910) geboren. Sein Bruder war der Schriftsteller Georg Borchardt, der das Pseudonym Georg Hermann gewählt hatte. Ludwig Borchardt absolvierte eine Ausbildung zum Regierungsbaumeister und hörte gleichzeitig Ägyptologie bei Adolf Erman in Berlin.
Während seines Studiums wurde er Mitglied der kurzlebigen Burschenschaft Jung-Deutschland auf dem Kurfürstenkeller, über die nur bekannt ist, dass sie überwiegend aus Mitgliedern jüdischen Glaubens bestand. Nach ihrer Auflösung trat er 1889 mit einem Teil der Altherrenschaft zur Freien Burschenschaft Teutonia (heute Berliner Burschenschaft der Märker) über. Diese verließ er 1895.
1895 ging er auf Veranlassung Ermans und im Auftrag der Preußischen Akademie der Wissenschaften nach Ägypten, wo er als Mitglied eines internationalen Teams bei Stabilisierungsmaßnahmen auf der vom ersten Staudammbau bei Assuan bedrohten Tempelinsel Philae mitwirkte. Von 1896 bis 1899 war er Beamter des französisch geleiteten ägyptischen Antikendienstes, wo er als Mitarbeiter des Ägyptischen Museums die Arbeiten am Generalkatalog der dort aufbewahrten Altertümer leitete. 1899 wurde er auf Veranlassung Ermans zum außerdiplomatischen wissenschaftlichen Attaché am deutschen Generalkonsulat in Kairo ernannt. 1903 heiratete Borchardt in Frankfurt am Main Emilie (Mimi) Cohen (1877–1948). 1904 ließ er das Deutsche Haus in Theben errichten, das 1915 von britischen Heeresbehörden abgerissen und 1925 nach seinen Plänen wieder aufgebaut wurde. 

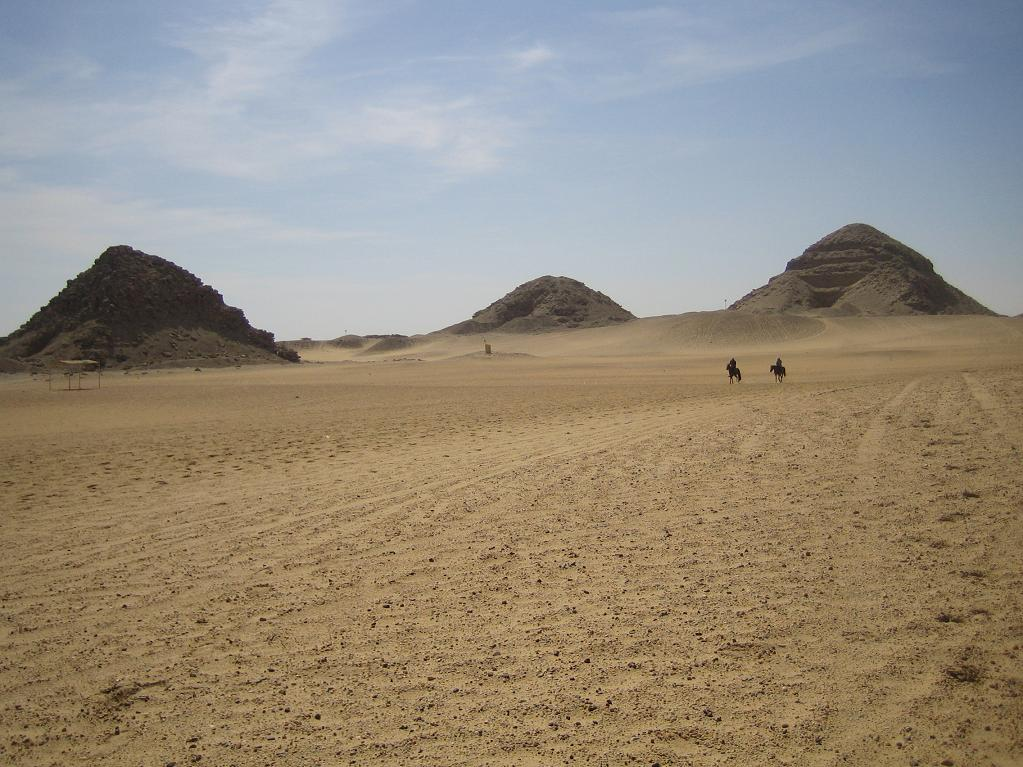
Von Borchardt erforschte Pyramiden des Sahure, Niuserre und Neferirkare (von links nach rechts)

1906 gründete er das selbständige Kaiserlich Deutsche Institut für ägyptische Altertumskunde in Kairo, zu dessen Direktor er 1907 berufen wurde. Während des Ersten Weltkriegs, den Borchardt in Berlin verbrachte, geriet das Institut in britisches Sequester. 1923 erreichte Borchardt mit Hilfe einer schweizerischen Initiative die Rückgabe des Instituts und kehrte nach Kairo zurück. 1928 wurde er pensioniert und das inzwischen in „Deutsches Institut für ägyptische Altertumskunde in Kairo“ umbenannte Institut dem Archäologischen Institut des Deutschen Reiches angegliedert. 1929 übergab Borchardt die Amtsgeschäfte an seinen Nachfolger Hermann Junker (1877–1962) als erstem Direktor der neuen Abteilung Kairo des DAI. Borchardt war Mitglied zahlreicher Vereine, darunter der Gesellschaft der Freunde (Eintritt 1909). Seine Ausgrabungen in Ägypten wurden maßgeblich von James Simon (1851–1932) finanziert. 
1931 gründete er in Kairo sein privates „Institut für Ägyptische Bauforschung und Altertumskunde“, aus dem 1948 das Schweizerische Institut für Ägyptische Bauforschung und Altertumskunde in Kairo hervorging. 1933 legte Borchardt auf Druck der gleichgeschalteten deutschen Gemeinde in Kairo seine Ehrenämter vor Ort nieder und wurde 1934 im Zuge des Ausschlusses jüdischer Mitglieder aus dem Archäologischen Instituts des Deutschen Reiches seiner Mitgliedschaften im ägyptologischen Fachausschuss und in der Zentraldirektion des Archäologischen Instituts des Deutschen Reiches enthoben. Er starb 1938 während des Versuchs, seinen Besitz in Ägypten vor dem Zugriff der Nationalsozialisten zu retten, in Paris. Er ist in Kairo begraben.

## Arbeitsschwerpunkt

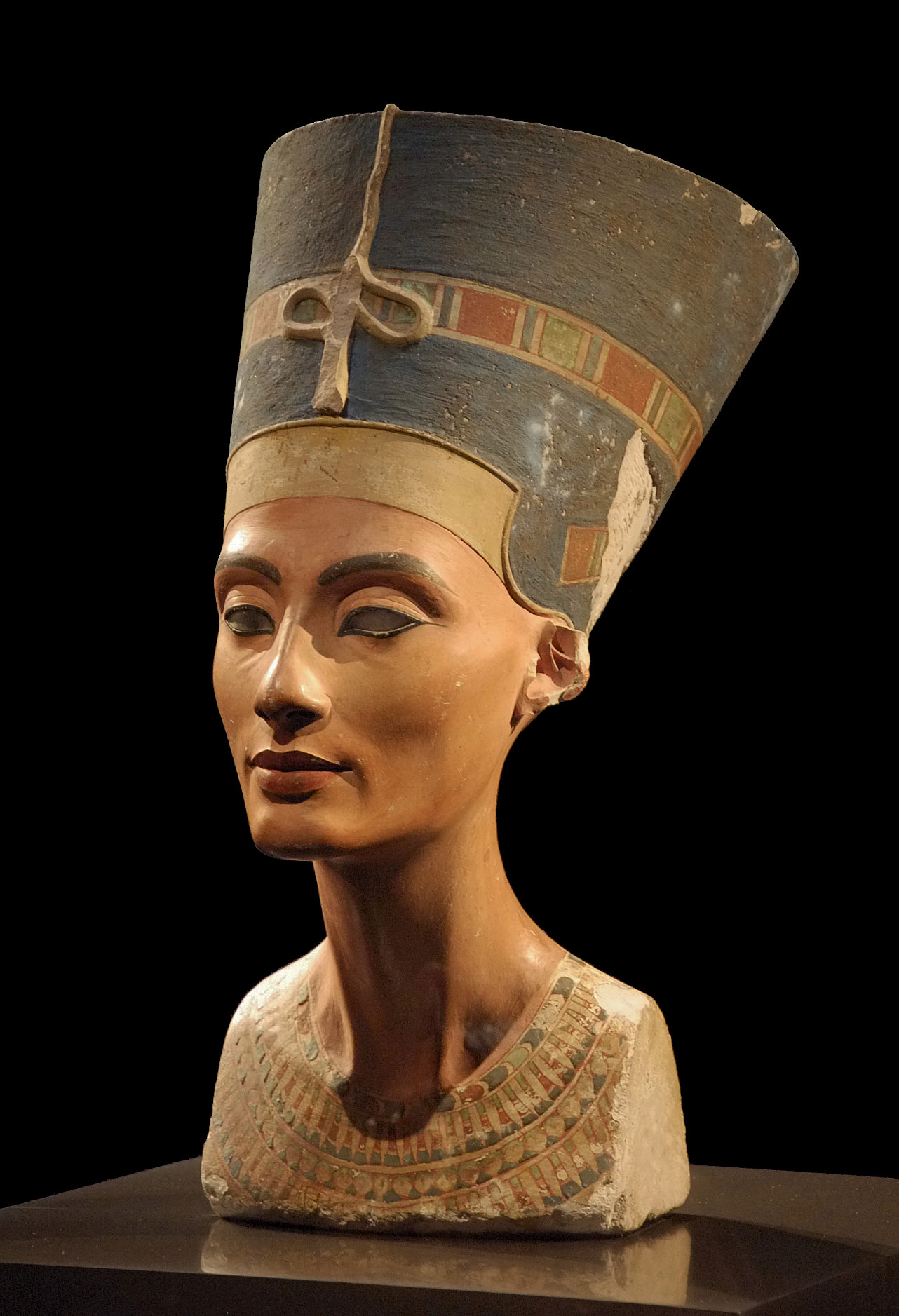
Büste der Nofretete

Sein Arbeitsschwerpunkt war die altägyptische Bauforschung. 1911 bis 1914 war er Leiter der Ausgrabungen der Deutschen Orient-Gesellschaft in Amarna. 
In der Grabungskampagne 1912/1913 stießen seine Mitarbeiter – Borchardt selbst war in Kairo – auf den Gebäudekomplex des Bildhauers Thutmosis und entdeckten dort am 5. Dezember 1912 in der sogenannten Bildhauerwerkstatt die Büste der Königin Nofretete. Sie wurde am 6. Dezember 1912 in Anwesenheit des daraufhin zum Grabungsort gereisten Grabungsleiters Borchardt gehoben und befindet sich heute im Ägyptischen Museum von Berlin. Der Kunsthistoriker Henri Stierlin publizierte 2009 ein Buch, in dem er die Ansicht vertritt, dass Borchardt die Büste gefälscht habe, was von Dietrich Wildung, dem damaligen Direktor des Ägyptischen Museums Berlin, als unrichtig zurückgewiesen wurde. Der Vorwurf ist inzwischen im Zuge der systematischen Aufarbeitung der Kairoer Institutsgeschichte durch Susanne Voss unter anderem dadurch widerlegt worden, dass Borchardt laut Ausweis der Akten erst nach Auffinden der Büste zum Grabungsort reiste.
Von 1898 bis 1901 leitete Borchardt zudem die Ausgrabungen am Sonnenheiligtums des Niuserre in Abu Gurob und grub von 1901 bis 1908 in den Pyramidenbezirken des Sahure, Niuserre und Neferirkare in Abusir. Er spielte eine bedeutende Rolle bei der Erstellung des Generalkatalogs des Kairoer Museums (Catalogue général des antiquités égyptiennes du Musée du Caire), die auf Initiative des unter französischer Leitung stehenden Antikendienstes Ende des 19. Jahrhunderts begonnen und unter Borchardts Mitarbeit maßgeblich gestaltet und vorangetrieben wurde.

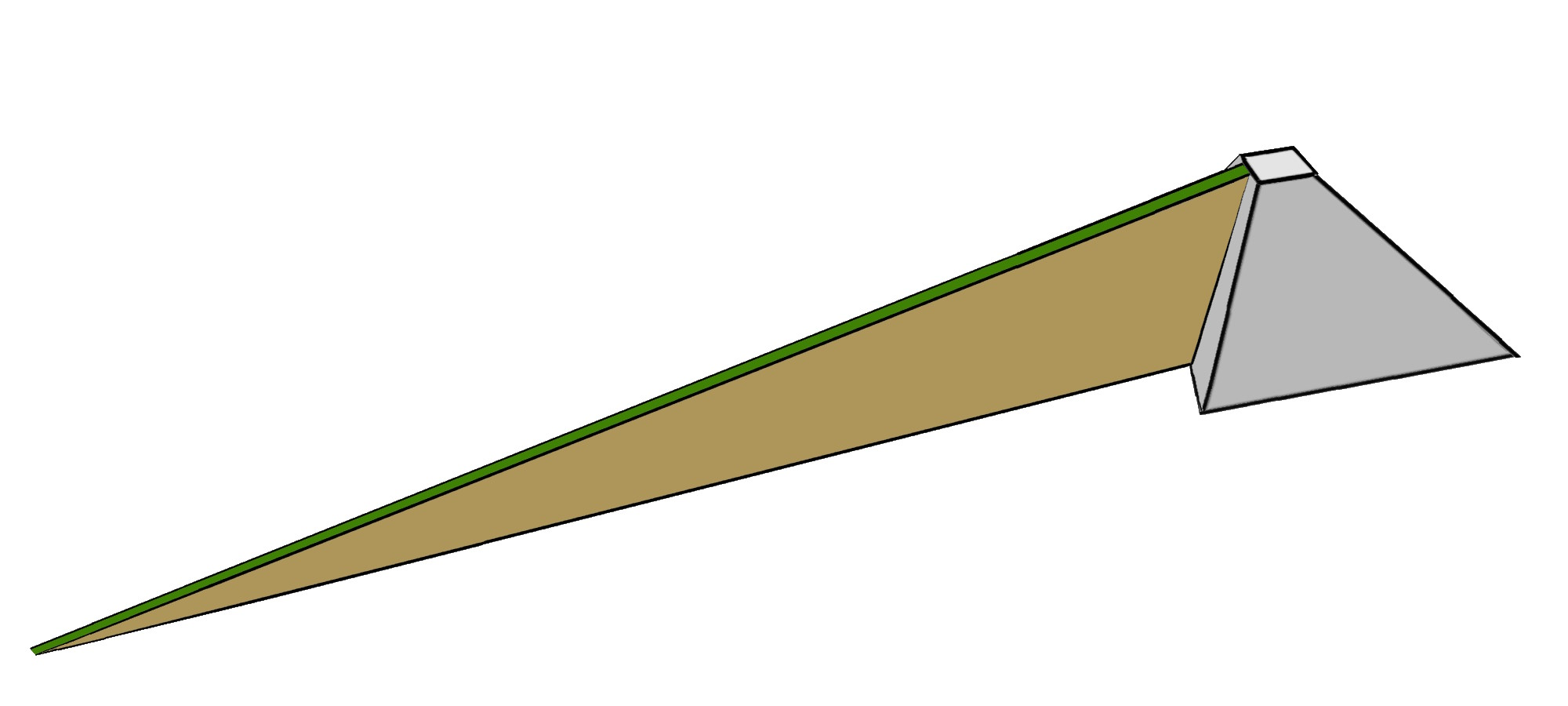
Rampenmodell von Ludwig Borchardt

Im Jahr 1928 publizierte er einen Vorschlag zum Bau der Cheops-Pyramide. Dabei wird eine äußere Rampe verwendet, die senkrecht auf die Pyramide zuläuft und mit der Höhe der Pyramide mitwächst.

## Veröffentlichungen (Auswahl)
- Die aegyptische Pflanzensäule. Ein Kapitel zur Geschichte des Pflanzenornaments. Wasmuth, Berlin 1897 (Digitalisat).
- Zur Baugeschichte des Amonstempels von Karnak. Hinrichs, Leipzig 1905 (= Untersuchungen zur Geschichte und Altertumskunde Ägyptens. Band 5, 1, ISSN 2365-1237).
- Das altägyptische Wohnhaus im 14. Jahrhundert v. Chr. In: Zeitschrift für Bauwesen. Nr. 10, 1916, Sp. 509–558 (zlb.de).
- Quellen und Forschungen zur Zeitbestimmung der Ägyptischen Geschichte. 3 Bände, ZDB-ID 515285-9.
  - Band 1: Die Annalen und die zeitliche Festlegung des alten Reiches der ägyptischen Geschichte. Behrend, Berlin 1917.
  - Band 2: Die Mittel zur zeitlichen Feststellung von Punkten der ägyptischen Geschichte und ihre Anwendung. Selbstverlag, Kairo 1935.
  - Band 3: Versuche zu Zeitbestimmungen für die späte, griechisch-römische, Zeit der ägyptischen Geschichte. Selbstverlag, Kairo 1938.
- Ernst von Bassermann-Jordan (Hrsg.): Die Geschichte der Zeitmessung und der Uhren. Band 1, Lieferung B: Altägyptische Zeitmessung. Vereinigung Wissenschaftlicher Verleger, Berlin 1920 (Digitalisat).
  - Nachdruck: Daniela Wuensch, Klaus P. Sommer (Hrsg.): Ludwig Borchardt: Die altägyptische Zeitmessung (Mit einer Einleitung von Daniela Wuensch "Was die alten Ägypter über Uhren und Zeitmessung wussten.") Termessos, Göttingen 2013, ISBN 978-3-938016-14-5.
- Porträts der Königin Nofret-ete aus den Grabungen 1912/13 in Tell el-Amarna. Hinrichs, Leipzig 1923 (= Ausgrabungen der Deutschen Orient-Gesellschaft in Tell el-Amarna. Band 3; = Wissenschaftliche Veröffentlichungen der Deutschen Orient-Gesellschaft. Band 44).
- Die Entstehung der Pyramide, an der Baugeschichte der Pyramide bei Mejdum nachgewiesen. Springer, Berlin 1928.
- Die Entstehung der Teppichbemalung an altägyptischen Decken und Gewölben. In: Zeitschrift für Bauwesen. Nr. 5, 1929, S. 111–115 (zlb.de).
- Die Entstehung des Generalkatalogs und seine Entwicklung in den Jahren 1897–1899. Hiersemann, Leipzig 1937 (= Catalogue général des antiquités égyptiennes du Musée du Caire. Band 99).

## Dokumentationen
- Die Odyssee der Nofretete. Deutscher Schatzjäger findet „bunte“ Büste der Nofretete. Dokumentation, 45 Min., Produktion: ZDF-Expedition, Erstsendung: 29. Juli 2007. (Inhaltsangabe 16.07.2007 (Memento vom 16. Juli 2007 im Internet Archive), Inhaltsangabe 21.09.2007 (Memento vom 2. September 2007 im Internet Archive))